# Города центрального подчинения Вьетнама
Города центрального подчинения (вьет. Thành phố trực thuộc Trung ương) — самая крупная административная единица для вьетнамских городов. Они подчиняются центральной власти страны так же, как и провинции.

## Административное деление ГЦП
Города центрального подчинения делятся на административные единицы второго порядка (вьет. quận) и районы (вьет. huyện) или административные единицы первого порядка. В свою очередь, административные единицы второго порядка делятся на городские кварталы (вьет. phường), а районы делятся на деревни и городские общины-коммуны (вьет. thị trấn).

## Список городов центрального подчинения

Карта городов центрального подчинения

| Город   | Тип              | Регион                       | Население, тыс.чел (на 2014 год) | Плотность населения (чел/км²) | Площадь (км²) | Административное деление |
| ------- | ---------------- | ---------------------------- | -------------------------------- | ----------------------------- | ------------- | ------------------------ |
| Ханой   | особой категории | Дельта Красной реки          | 7087,7                           | 2132                          | 3324,5        | Список                   |
| Хошимин | особой категории | Юго-запад Вьетнама           | 7981,9                           | 3809                          | 2095,5        | Список                   |
| Кантхо  | 1-й категории    | Дельта Меконга               | 1237,3                           | 878                           | 1408,9        | Список                   |
| Дананг  | 1-категории      | Юг центрального побережья    | 1007,4                           | 784                           | 1285,4        | Список                   |
| Хайфон  | 1-категории      | Дельта Красной реки          | 1946,0                           | 1274                          | 1527,4        | Список                   |
| Хюэ     | 1-категории      | Север центрального побережья | 1236,4                           | 250                           | 4947,1        | Список                   |

## Планируемые
- Кханьхоа (2020)[3]

- Провинции, которые планируется разделить, выделив город в центральное подчинение
  - Даклак и город Буонметхуот (Центральное плато)[4].
  - Ламдонг и город Далат[5]. Если будет реализована программа строительства АЭС[6].
- 4 провинции могут получить статус:
  - Биньзыонг (2020)[7]
  - Куангнинь (2025)[8]
  - Тхайнгуен (2020)[9]
  - Бакнинь (2020—2030)[10]